# Rudolf Haen
Rudolf Haen (12 de março de 1915 - 9 de maio de 1945) foi um oficial alemão que serviu no Deutsches Heer durante a Segunda Guerra Mundial. Foi condecorado com a Cruz de Cavaleiro da Cruz de Ferro com Folhas de Carvalho.

## Condecorações
| Cruz de Ferro (1939) 2ª Classe                                   | 3 de novembro de 1939  |
| Cruz de Ferro (1939) 1ª Classe                                   | 10 de julho de 1941    |
| Cruz Germânica em Ouro                                           | 6 de setembro de 1942  |
| Distintivo de Honra do Exército                                  | 19 de novembro de 1942 |
| Cruz de Cavaleiro da Cruz de Ferro                               | 18 de dezembro de 1942 |
| Cruz de Cavaleiro da Cruz de Ferro com Folhas de Carvalho nº 590 | 21 de setembro de 1944 |